# Fermo Zannoni
Fermo Zannoni (Solagna, 10 agosto 1862 – Rio de Janeiro, 1º febbraio 1896) è stato uno scacchista e medico italiano.

## Biografia
Dopo essersi classificato secondo nel 3º torneo nazionale di Milano del 1881 (vinto da Carlo Salvioli), vinse i campionati italiani del 1883 (4º torneo nazionale di Venezia) e del 1886 (5º torneo nazionale di Roma). È considerato il campione italiano del periodo 1883-1892. 
Dottore in medicina, si arruolò nella Regia Marina e fu assegnato a Venezia come medico di seconda classe. Nel 1883 fu promosso alla prima classe e inviato alla Maddalena. Dopo essere tornato a Venezia, si imbarcò sull'incrociatore Lombardia per un viaggio di istruzione verso il Sudamerica.
Mentre la nave si trovava in sosta nel porto di Rio de Janeiro si trovò coinvolta in una grave epidemia di febbre gialla e venne messa in quarantena nell'Isola Grande. Zannoni fu tra i più colpiti dall'epidemia e venne ricoverato in un lazzaretto che era stato predisposto sull'isola. Vi trovò la morte a soli 34 anni il 1º febbraio del 1896. 
Salvioli lo considerava il più forte giocatore dell'Ottocento dopo Serafino Dubois. Riguardo al suo stile di gioco scrisse di lui: - "Freddo, impassibile, tenace, prudente, avveduto, profondo analizzatore, si trincera nel fondo della scacchiera e aspetta. È forse il solo giocatore italiano che possa aspirare con qualche fondamento di rappresentare fra qualche anno con onore l'Italia all'estero".
Dal 1884 al 1887 redasse la rubrica scacchistica della rivista di enigmistica padovana La Sfinge di Antenore. Collaborò anche alla Nuova Rivista degli scacchi.